# Мінна Кант
Мінна Кант (19 березня 1844, Тампере — 12 травня 1897, Куопіо) — фінська письменниця і громадська діячка. Як письменниця є однію з піонерів фінського реалізму. Писала п'єси, романи та оповідання. Перший фінськомовний великий драматург та прозаїк після Алексіса Ківі та перша жінка, чиї твори опубліковано в газеті фінською мовою. Захищала права жінок і фемінізм, у своїх працях і трактатах порушувала соціальні питання.
Перша жінка, день народження якої отримав 2003 року статус державного свята, що відзначається підняттям прапорів по всій країні.
Почала писати, коли керувала тканинною крамницею і була вдовою, яка піднімала сімох дітей. Тематика її робіт — права жінок, особливо в контексті переважальної культури, яка, на її думку, заперечувала вираження і реалізацію жіночих прагнень. У п’єсах і романах підкреслювала насильство над жінками, більша частина якого в XIX столітті навіть не була незаконною. «Покарання» дружини вважалося нормальним і навіть необхідним.[джерело?] Найвідоміші п'єси — «Дружина робітника» та «Сім'я Пастора», але за п'єсою «Анна Лііса» створено найбільше фільмів та опер. Була для свого часу суперечливою фігурою, оскільки її ідеї не відповідали потребам часу, та через наполегливе відстоювання своєї точки зору.

## Життя і кар'єра
Народилася в Тампере в родині Густава Вільгельма Йонссона (1816—1877) та його дружини Ульріки (1811—1893). Батько працював на текстильній фабриці Джеймса Фінлейсона спочатку робітником, а потім майстром. Густав і Ульріка мали, разом із Мінною, чотирьох дітей: старший з яких, Адольф, помер у дитинстві. Вижили брат Густав (1850—1894) і сестра Августа (1852—1877). 1853 року її батько став керувати текстильною крамницею Фінлейсона в Куопіо, і родина переїхала туди.
Здобула винятково ґрунтовну освіту як для робітниці свого часу. Ще до переїзду в Куопіо відвідувала школу для дітей робітників при фабриці Фінлейсона. У Куопіо продовжувала відвідувати різні школи для дівчат, і, що свідчить про успіх її батька як власника крамниці, її навіть прийняли до старшої школи. 1863 року почала навчання в нещодавно заснованій учительській семінарії Ювяскюля — першому закладі у Фінляндії, де жінки могли здобути вищу освіту.
1865 року вийшла заміж за свого вчителя природничих наук, Йогана Фердинанда Канта (1835—1879), і мусила покинути семінарію. Між 1866 і 1880 роками народила семеро дітей: Анні (1866—1911), Еллі (1868—1944), Ганну (1870—1889), Майджу (1872—1943), Юссі (1874—1929), Пекку (1876—1959) і Лійлі (1880—1969); її чоловік помер 1879 року незадовго до народження в родині сьомої дитини. Почала письменницьку кар'єру в газеті Keski-Suomi, де її чоловік працював редактором. Писала про жіночі проблеми та виступала за помірність. 1876 року Канти були змушені залишити газету, оскільки твори Мінни читачі сприймали недоброзичливо; однак наступного року їх обох найнято в конкурентну Päijänne. На сторінках Päijänne Мінна опублікувала свої перші художні твори: різні оповідання, зібрані 1878 року в її першій книзі, Novelleja ja kertomuksia.

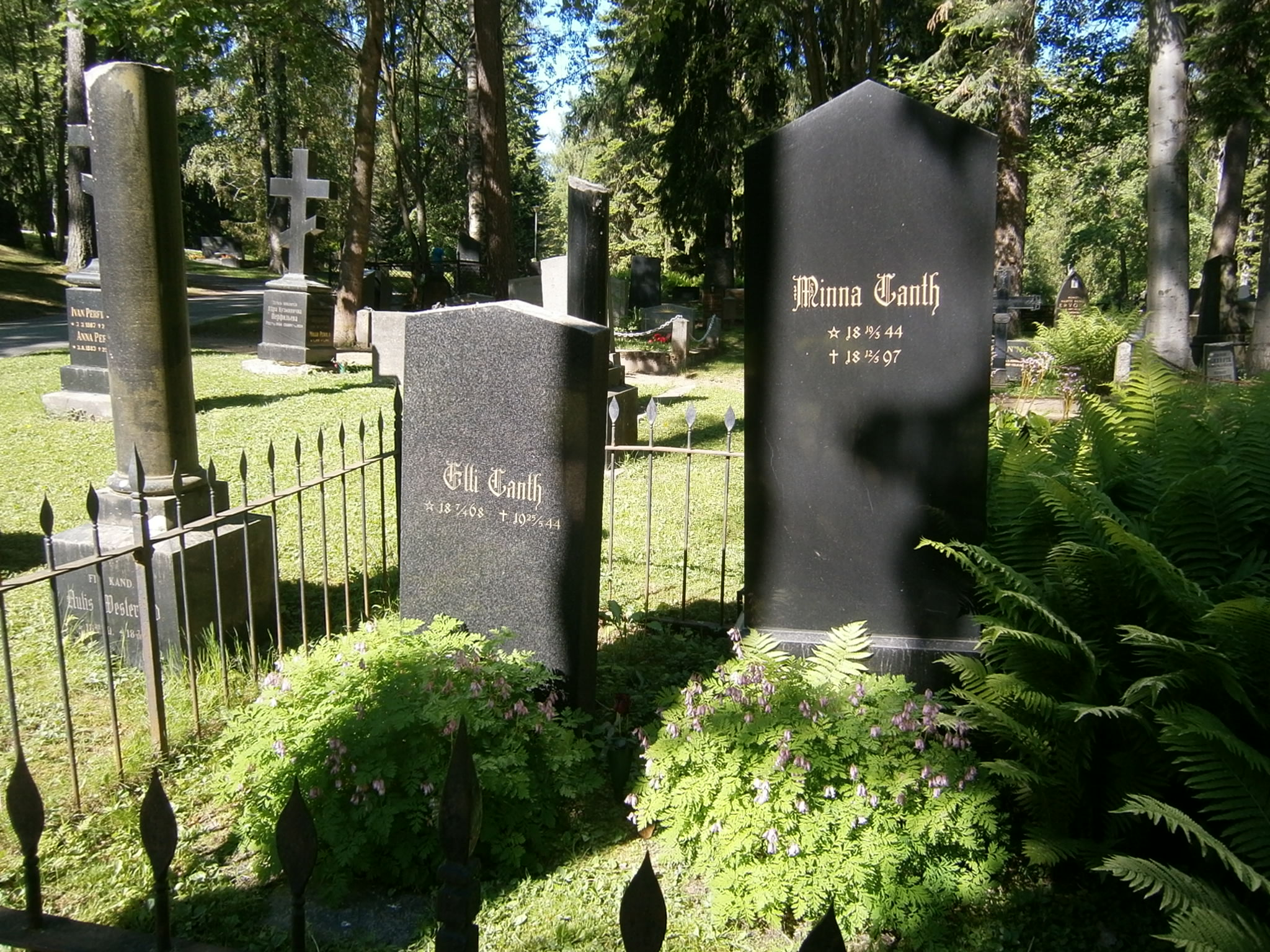
Сімейна могила Мінни Кант на Велике кладовище Куопіо в Пуйо (район) (Куопіо, Північна Савонія)

Мінна Кант раптово померла у своєму будинку в Куопіо від серцевого нападу у віці 53 років 12 травня 1897 року. Її поховали в сімейній могилі на кладовищі в Куопіо.

## Дебати

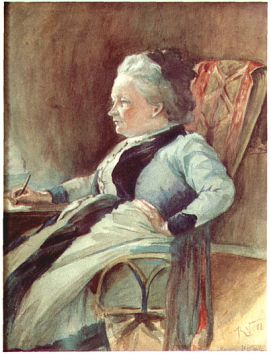
Портрет 47-річної Мінни Кант 1891 року роботи Каарло Вуорі

Кант брала участь у публічних дебатах про права жінок. 1885 року єпископ стверджував, що Божий порядок вимагає, щоб жінки не були емансипованими. Письменник Ґустав аф Ґейєрстам тоді стверджував, що чоловіки можуть лише прагнути колись мати чистоту жінок, оскільки вони принципово інші, і це є причиною проституції та іншої аморальності. Кант рішуче заперечувала цей аргумент, оскільки він означав, що чоловіки могли захищати свою погану мораль, посилаючись на свої неявні недоліки, тоді як будь-які жінки, залучені до проституції, не мали б такого захисту.

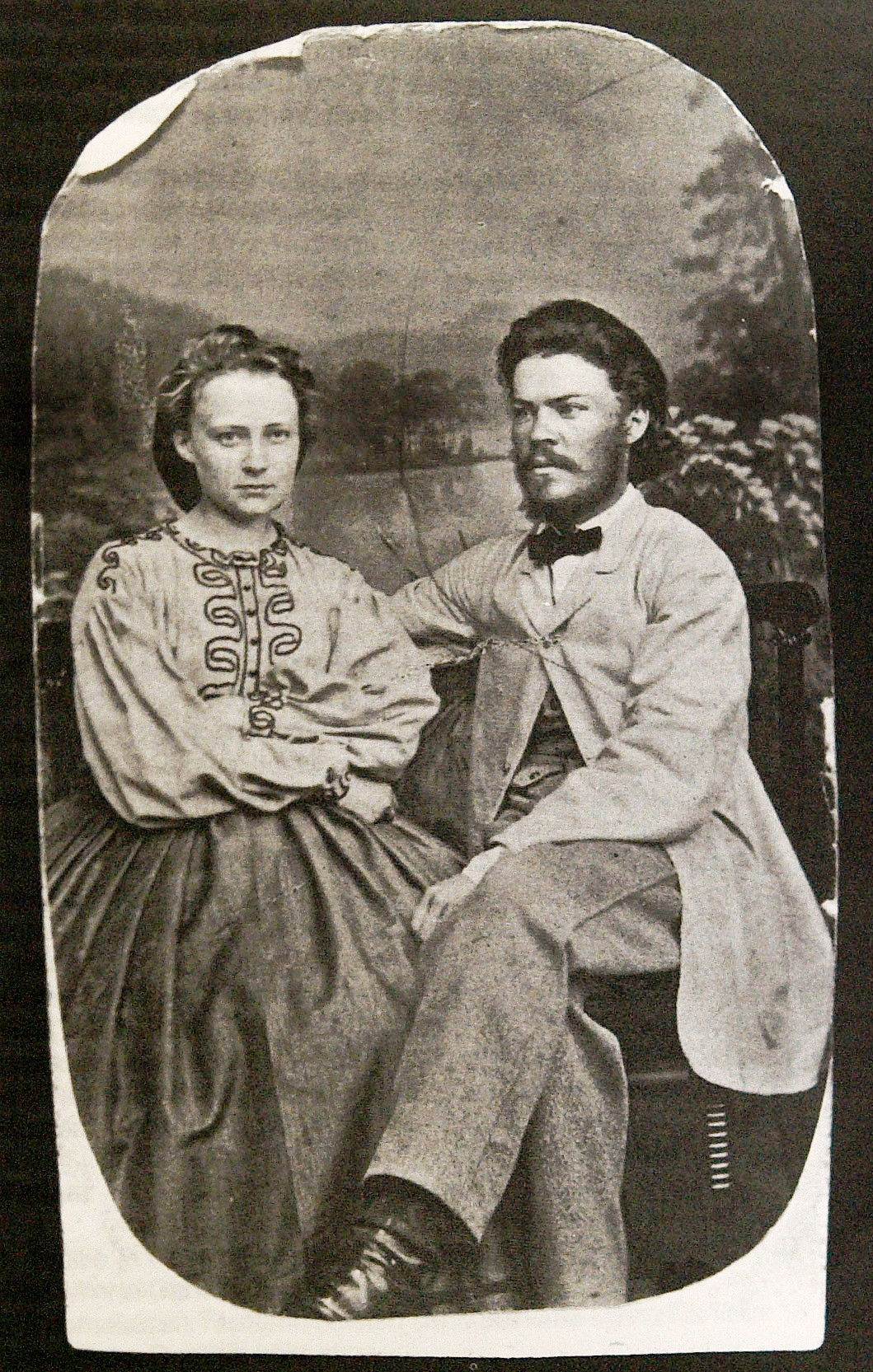
Мінна та Йоган Фердинанд Кант у Ювяскюля, де Мінна жила до смерті свого чоловіка.

## Найважливіші твори
Загалом Мінна Кант опублікувала десять п'єс, сім оповідань, а також газетні статті й промови. Найвідомішими творами Мінни Кант можна вважати п'єси «Дружина робітника» (фін. Työmiehen vaimo; 1885 рік) та «Анна Лііса» (1895 рік).
У п'єсі «Дружина робітника», головна героїня Джоана одружена з Рісто, алкоголіком, який даремно витрачає її гроші. Вона не може завадити йому, адже за законом її гроші належать йому, а не Джоані. Прем'єра п'єси викликала скандал, але декількома місяцями пізніше, парламент прийняв новий закон про відділення майна.
«Анна Лііса» — трагедія про п'ятнадцятирічну дівчину, яка завагітніла до одруження. Їй вдалося приховати вагітність, але коли дитина народилась, вона панікує і вбиває її. Мати її хлопця Мікоса допомагає їй — вони поховали дитину в лісі, але через декілька років, коли Анна Лііса хоче одружитися зі своїм женихом Джоханесом, попередній хлопець та його мати шантажують її. Вони погрожують їй, що можуть розкрити секрет, якщо вона не захоче одружитися з Мікосом, але Анна Лііса відмовляється. У кінцевій частині вона вирішує зізнатися у скоєному. Її ув'язнюють, але після цього їй стає легше.

## У масовій культурі
1977 року випущено двосерійний телевізійний мінісеріал про Мінну Кант під назвою «Мінна», який за сценарієм Лаурі Лескінена зняв режисер Мауно Гювенен. Мінну Кант у ньому зіграла Аня Похйола.
2022 року у Фінляндії поставлено оперу Minnan taivas про життя та творчість Мінни, яку написала Вера Айрас разом із композитором Юккою Лінколою.

## Пам'ять
Мінну Кант згадують у Фінляндії в географічних назвах, публікаціях, медалях, пам'ятних монетах, марках, картинах, виставах, виставках та інших заходах. Багато різних місць названо на її честь, зокрема заклади культури та інші спільноти. Фінський ярмарковий фонд (Suomen Messusäätiö) профінансував премію Мінни Кант у розмірі 5000 євро, яку щорічно вручають «струшувачу суспільства» на Гельсінському книжковому ярмарку.
У Куопіо, Тампере і Ювяскюля встановлено статуї Мінни Кант; статую в Куопіо відкрито 12 травня 1937 року. Місто Куопіо також кілька разів організовувало ювілеї Кант, наприклад, захід під назвою Minnan päivät («Дні Мінни») або відзначення десятої річниці її народження та смерті.
19 березня 2017 року компанія Google відзначила її 173-й день народження дудлом Google.